# Quatuor à cordes no 3 de Brahms
Pour les articles homonymes, voir Quatuor à cordes no 3.
Le Quatuor à cordes no 3 en si bémol majeur opus 67 est le troisième et dernier quatuor à cordes de Johannes Brahms. Commencé en 1875 à Vienne, soit deux ans après ses précédents quatuors et un an avant sa première symphonie et achevé en 1876 à Ziegelhausen près de Heidelberg, il fut créé à Berlin le 30 octobre 1876 par le Quatuor Joachim puis rejoué un mois plus tard par le Quatuor Hellmesberger. Dédié à son ami le professeur Engelmann, Brahms en fit une transcription pour piano à quatre mains.

## Structure de l'œuvre
1. Vivace (à 
)
2. Andante (en fa majeur, à )
3. Agitato (allegretto non troppo, en ré mineur, à 
)
4. Poco allegretto con variazioni(en si bémol majeur, à 
)

La durée d'exécution est d'un peu plus d'une demi-heure.